# Tertenia
Tertenia település Olaszországban, Szardínia régióban, Ogliastra megyében. Lakosainak száma 3867 fő (2023. január 1.). Tertenia Cardedu, Gairo, Jerzu, Lanusei, Loceri, Osini és Ulassai községekkel határos.

## Népesség
A település lakossága az elmúlt években az alábbi módon változott:
| Lakosok száma | 3941 | 3927 | 3867 |
|               | 2017 | 2018 | 2023 |